# Ященков
Ященко́в (укр. Ященків) — село, расположенное на территории Варвинского района Черниговской области (Украина). Орган местного самоуправления — Светличненский сельский совет. Расположено на реке Многа (левом притоке реки Удай).

## История
- Впервые село упоминается в 1869 году на военно-топографической карте Российской империи.

- В 1862 году на владельческом хуторе Симоненков (Ященков) было 3 двора где проживало 6 человек (3 мужского и 3 женского пола)[2]

- В 1911 году на  хуторе Ященков проживало 153 человека (75 мужского и 78 женского пола).[3]

- Входило в состав Глинского уезда, затем в Харкивецкого (1923—1928) и Варвинского (1928—1930) районов Прилукского округа.

- В 1923—1930 годах хутор Ященков подчинен Дащенковскому сельскому совету.

- В 1925 году в селе было 40 дворов и 186 жителей; в 1930 году — 45 дворов и 209 жителей.

- В 1996 году было 33 двора и 59 жителей.

## Описание
Главная безымянная улица проходит с запада на восток. Ещё две отходят от неё на юго-восток к речке Многа.
Расстояние до райцентра, пгт. Варва, составляет 10 км. Там же проходит ближайшая дорога территориального значения Т 2530.
На сухоречье, притоке речки Многа, в южной части села имеется небольшой искусственный водоем, водосброс которого является сейчас истоком Многи.
Населённый пункт относится к Светличненской СОШ І-ІІ ступеней.
В селе организуется избирательный участок. На выборах 2004 года это был избирательный участок № 48 Территориального избирательного округа № 212.

## Улицы
- ул. Путевая (укр. Шляхова)[4]